# Мартинес Хайо, Хесус
Хесус Мартинес Хайо (исп. Jesús Martínez Jayo; 4 декабря 1942, Мадрид) — испанский футболист и футбольный тренер.

## Биография
Хесус Мартинес Хайо дебютировал в Атлетико Мадрид 4 ноября 1962 года в матче 8 тура чемпионата Испании 1962/63 Атлетико Мадрид — Атлетик Бильбао.
За 10 лет в Атлетико провел более 200 матчей в чемпионате Испании. В ходе сезона 1973—1974 не проведя в майке Атлетико ни одного матча, перешёл в Севилью, где и завершил карьеру.

## Тренерская карьера
После завершения карьеры, Хесус вошёл в тренерский штаб Атлетико Мадрид. Дважды он был исполняющим обязанности главного тренера матрасников. В сезоне 1979/80 после отставки Луиса Арагонеса, Мартинес Хайо руководил Атлетико в матче 26 тура с Валенсией. А в сезоне 1986/87, он руководил командой двенадцать игр чемпионата после отставки Висенте Миеры.

## Статистика «Атлетико» под руководством Мартинеса Хайо
| Сезон   | Турнир  | И  | В | Н | П | М     | О  | %     |
| ------- | ------- | -- | - | - | - | ----- | -- | ----- |
| 1979-80 | Примера | 1  | 0 | 0 | 1 | 1−2   | 0  | 0     |
| 1986-87 | Примера | 12 | 3 | 5 | 4 | 11−10 | 11 | 45,83 |

## Достижения
- чемпион Испании: 1965/66, 1969/70,1972/73.
- обладатель кубка Испании: 1965, 1972.